# Aeroportul Kamarang
Aeroportul Kamarang (IATA: KAR, ICAO: SYKM) este un aeroport din Cuyuni-Mazaruni, Guyana ce deservește zona Kamarang⁠(d). A fost numit după zona deservită.
Situat la o altitudine de 488 m, aeroportul dispune de o singură pistă.